# Boulevard Saint-Laurent
Pour les articles homonymes, voir Saint-Laurent.
Pour le boulevard à Ottawa, voir Boulevard St-Laurent (Ottawa).
Le boulevard Saint-Laurent, aussi connu sous le nom de « la Main » qui est l'abréviation de « Main Street » (rue principale) en anglais, est une importante voie de Montréal (Québec, Canada).
Il fut le foyer d'accueil de nombreux immigrants qui s'y installèrent et y fondèrent de multiples petits commerces ainsi que des restaurants.

## Situation et accès
Cette rue commerciale perpendiculaire au fleuve Saint-Laurent coupe transversalement l'île de Montréal en deux.
Quartiers contemporains traversés

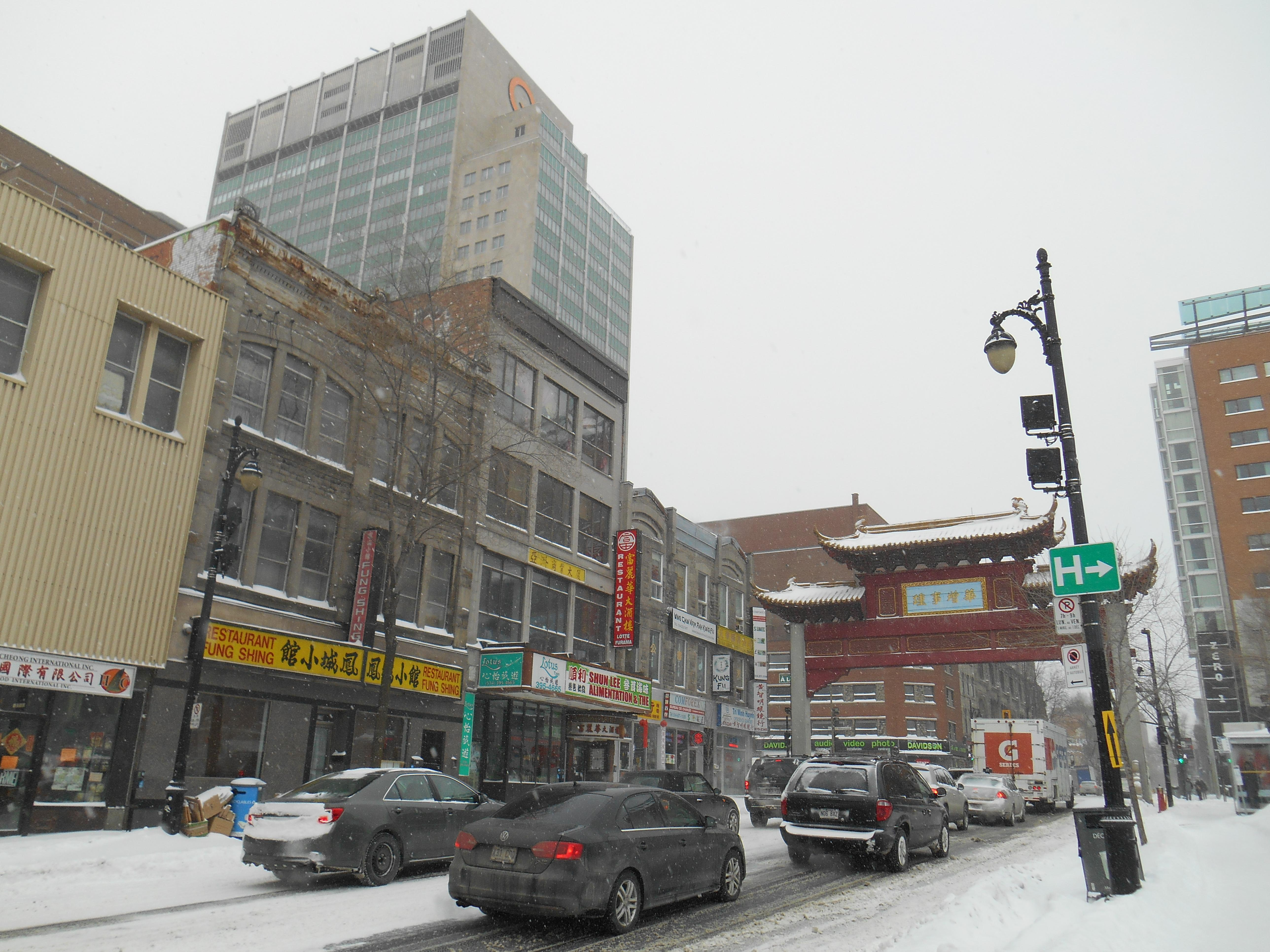
Le Boulevard Saint-Laurent traverse le quartier chinois de Montréal

Le boulevard Saint-Laurent est une artère commerciale qui donne dans tous les styles, du très branché aux commerces ethniques spécialisés.
Le boulevard Saint-Laurent commence au sud à la rue de la Commune qui longe le fleuve Saint-Laurent dans le Vieux-Montréal. En remontant vers le nord et l'avenue Somerville, il traverse :
- le quartier chinois (entre la rue Viger et le boulevard René-Lévesque),
- le red light (autour de la rue Sainte-Catherine), maintenant inclut dans le Quartier des spectacles
- un quartier de bars et de restaurants (entre la rue Sherbrooke et l'avenue du Mont-Royal),
- le Mile End, un quartier de bars, cafés et de restaurants
- la Petite Italie (entre les rues Saint-Zotique et Jean-Talon).

Autour du boulevard Saint-Joseph, se trouvent des boutiques spécialisées et des salles de spectacle indépendantes où s'est développé au début des années 2000 une scène musicale florissante, comme la Casa del Popolo, la Sala Rossa, le Barfly, le El Salon, le Salon Vert (ou Green Room), le Main Hall. Plusieurs cafés, tels le Cafe Esperanza, et restaurants s'y trouvent aussi, tel Montreal Pool Room et Schwartz's. La rue Prince-Arthur croise le boulevard, un peu au nord de la rue Sherbrooke. La section de la rue Prince-Arthur à l'est du boulevard et jusqu'au Square Saint-Louis est piétonne. Sa vocation est touristique durant la saison chaude.

## Odonymie
Le nom rappelle que cette voie menait du village de Saint-Laurent à la ville de Montréal.
C'est en 1905 que le Conseil municipal de la Ville de Montréal donne officiellement le nom de « boulevard Saint-Laurent » à l'ensemble de cette voie. On confirme à cette époque que le nouveau boulevard sert de frontière entre l’est et l’ouest de la ville, décision qui sera à l’origine de la numérotation civique actuelle. En effet, les numéros civiques commencent avec ce boulevard et augmentent vers l'Est et vers l'Ouest. Les noms des rues prennent le suffixe Est ou Ouest selon leur orientation. 
La Commission de toponymie écrit à ce propos : « Le 3 octobre 1905, une résolution du conseil municipal officialisa le nom de boulevard Saint-Laurent pour la longue voie que forment la rue Saint-Lambert (de Notre-Dame à Saint-Jacques), la côte Saint-Lambert (de Saint-Jacques à Craig) et la rue Saint-Laurent, qui se rend jusqu'aux limites nord de la ville. À la même date, un règlement confirme que cette voie divise désormais le territoire de la ville en deux sections : l'est et l'ouest. Ce règlement est à l'origine de la numérotation actuelle ».

## Historique

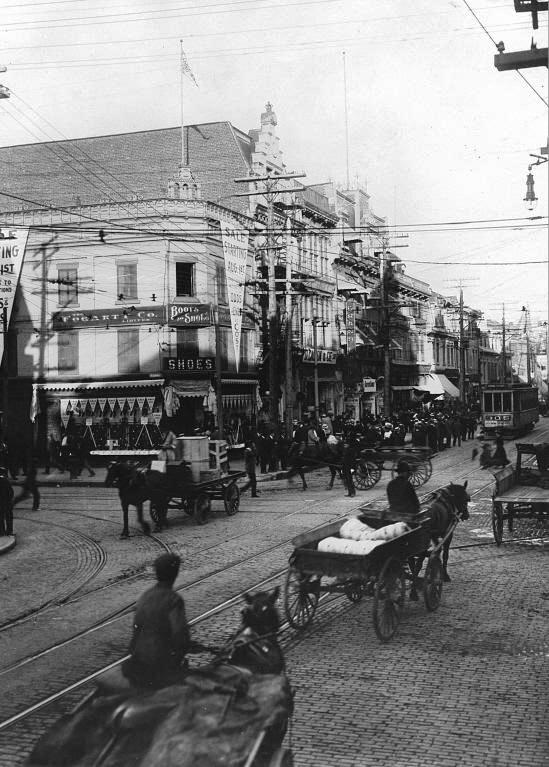
Angle du boulevard Saint-Laurent et de la rue Sainte-Catherine en 1905

Le boulevard Saint-Laurent est la plus vieille artère à avoir été développée vers le nord à partir des anciennes fortifications, et le plus important axe transversal de l'île de Montréal. Cette voie, créée à l'intérieur des murs de la ville en 1672 sous le nom de « rue Saint-Lambert », devient, au-delà de la porte Saint-Laurent et des murs d'enceinte, le chemin qui mène à la campagne. La rue se poursuit en direction nord par un chemin jusqu'à la paroisse de Saint-Laurent, fondée en 1720.
La Commission de toponymie écrit à son propos : « Ouverte vers 1680 sur un fief concédé par Maisonneuve (1612-1676) à Lambert Closse (1618-1662) en 1658, cette rue fut nommée « rue Saint-Lambert » en mémoire du vaillant Lambert Closse, sergent-major, tué à 44 ans en défendant Montréal, en 1662.
En 1720, le village de Saint-Laurent fut fondé; un chemin, connu comme le « chemin Saint-Laurent », relia la ville par une porte percée dans les fortifications. Cette ouverture porte le même nom que celui du chemin ».
En 1792, pour des fins électorales, une ordonnance délimite pour la première fois la ville de façon précise. Le territoire englobe un vaste carré compris entre le fleuve et les actuelles rues Atwater, Duluth et Frontenac. À cette époque déjà, les deux tiers de la population résident hors de la ville fortifiée, dans les faubourgs, et ceux-ci sont intégrés dans le nouveau territoire de la ville. Le faubourg Saint-Laurent, au nord, est le quartier le plus populeux et celui qui croît le plus rapidement. 
La Commission de toponymie écrit à ce propos : « Le 7 mai 1792, une proclamation du gouvernement du Bas-Canada agrandit le territoire administratif de la ville et, par la même occasion, divisa la ville en deux quartiers, est et ouest, délimités par la rue Saint-Laurent ».
On en profite alors pour diviser Montréal en ses deux quartiers Est et Ouest séparés par la rue Saint-Laurent, et dès cette époque les habitants commencent à s’identifier à l’un ou à l’autre quartier. Il n’y a pas encore de séparation ethnique; elle commencera avec le quartier irlandais de Sainte-Anne, après 1825. La rue Saint-Laurent est alors le plus important axe d'affaires nord-sud.
Tout au long du XIXe siècle, la bourgeoisie anglophone migre vers le nord-ouest de la vieille ville, la petite bourgeoisie francophone vers le nord, les ouvriers vers l’est et le sud-ouest, alors que les nouveaux arrivants s'installent dans le corridor central, dans l'axe de la rue Saint-Laurent. Les quelques rues à l'est accueillent les nouveaux arrivants francophones et les quelques rues à l'ouest, les immigrants anglophones. À la même époque, l'industrie du textile se déplace lentement vers le nord, le long de cette rue.

### Culture
Plusieurs communautés ethniques s'installent dans cet axe avec les années. À partir des années 1910, une importante communauté de Juifs venus de Russie s'installe le long du boulevard. La partie entre l'avenue Viger et l'actuel boulevard René-Lévesque devient le quartier chinois de Montréal. Au nord de l'avenue Bernard, encouragée par l'établissement d'une gare ferroviaire et par la construction en 1918 de l'église Notre-Dame-de-la-Défense, une importante colonie italienne s'installe. Après la Seconde Guerre mondiale, d'autres communautés issues d'une vague d'immigration y élisent domicile, notamment portugaise, grecque, africaine et latino-américaine. 
À partir du milieu des années 1920 et jusqu'au début des années 1960, le boulevard Saint-Laurent abritera plusieurs cabarets montréalais de variétés dont le plus célèbre demeure Au Faisan Doré. La prohibition aux États-Unis favorise le développement de 1919 à 1933 d'une multitude d'activités et de débits de boisson à l'origine de la réputation peu enviable du boulevard au sud de la rue Sherbrooke dans le quartier du Red Light de Montréal. L'administration municipale de Jean Drapeau et de Pacifique Plante mettra un frein à ces activités.
Le boulevard Saint-Laurent reste aujourd'hui une division symbolique entre les communautés anglophone et allophone, à l'Ouest, et la francophone, à l'est. Dans les faits cependant, cette séparation n'existe pratiquement plus ; des gens de tous les groupes linguistiques habitent maintenant des deux côtés, bien que les principaux quartiers anglophones soient toujours situés à l'ouest. C'est cependant sur le boulevard que naît les premières manifestations d'une culture artistique francophone, notamment avec le Monument-National entre les deux guerres.
Le boulevard Saint-Laurent est reconnu comme un lieu historique national du Canada en 1996.

### Élargissement

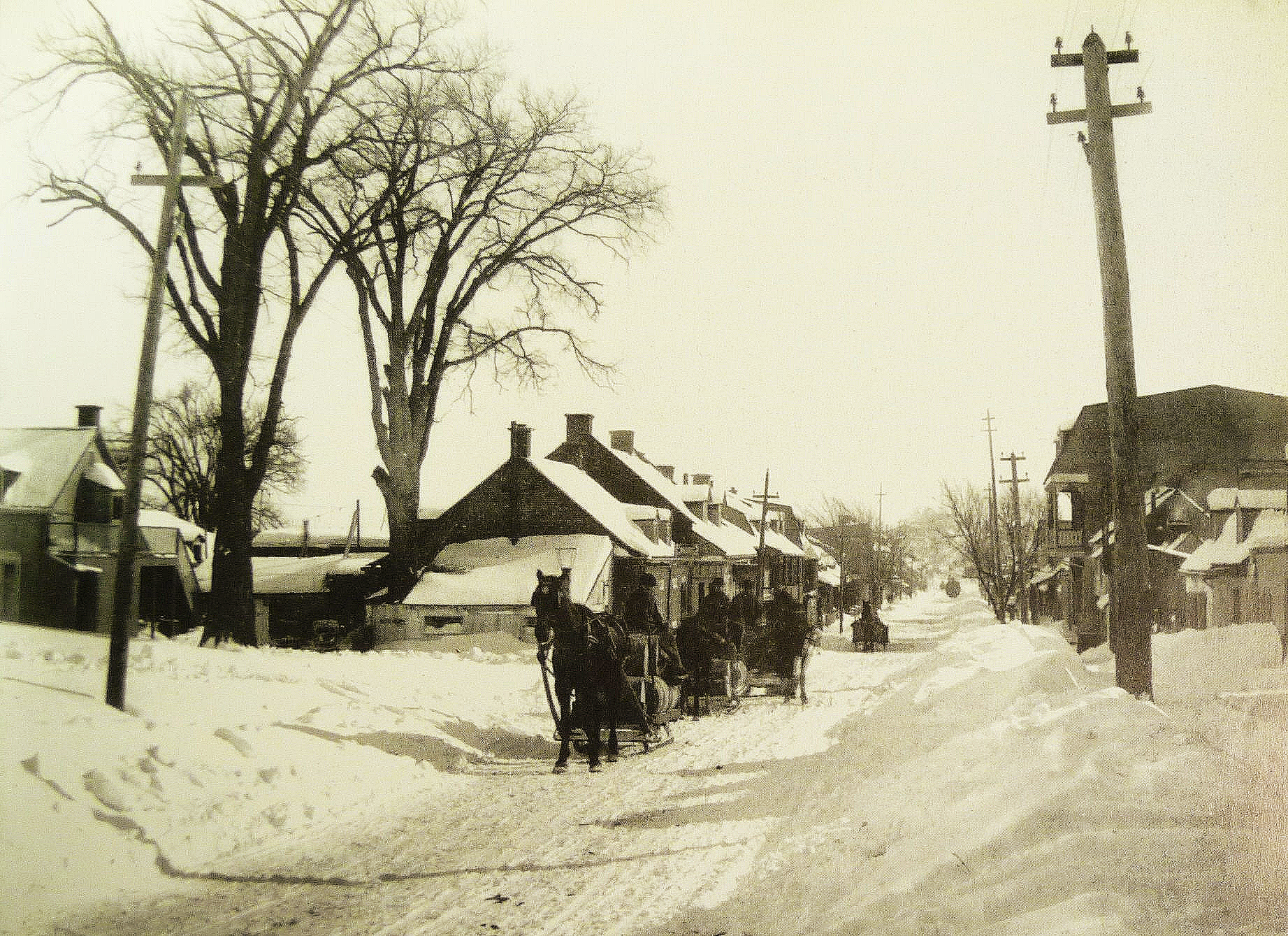
L'ancien chemin Saint-Laurent, depuis le boulevard du Palais (boulevard Saint-Joseph), avant de s'élargir, vers 1880

La rue est élargie par sections à partir de 1888. De 1888 à 1892, la portion de la rue Craig (maintenant la rue Saint-Antoine) à la rue Sherbrooke est élargie de 14,3 à 22,0 m, avec des bâtiments appropriés et démolis du côté ouest. Le tronçon jusqu'à l'avenue Mont-Royal est élargi de la même façon de 1903 à 1905.

### Prolongement
En 1908, la Congrégation Notre-Dame déménage à l’angle Sherbrooke et Atwater. Son couvent de la rue Notre-Dame qui bloquait la rue Saint-Laurent vers le sud sera démoli en 1911 pour permettre le prolongement de la rue jusqu’au fleuve. En 1914, les religieuses autorisèrent la ville de Montréal à prolonger le boulevard Saint-Laurent jusqu'au fleuve lorsqu'elles cédèrent une partie de leur terrain, au sud de la rue Notre-Dame, et que l'on démolit les bâtiments qui s'y trouvèrent encore, dont la chapelle Notre-Dame-de-Pitié. Dès lors, le boulevard Saint-Laurent traverse toute la largeur de l'île de Montréal, du quai King Edward, dans le port, au parc Nicolas-Viel, sur le bord de la rivière des Prairies.

## Bâtiments remarquables et lieux de mémoire

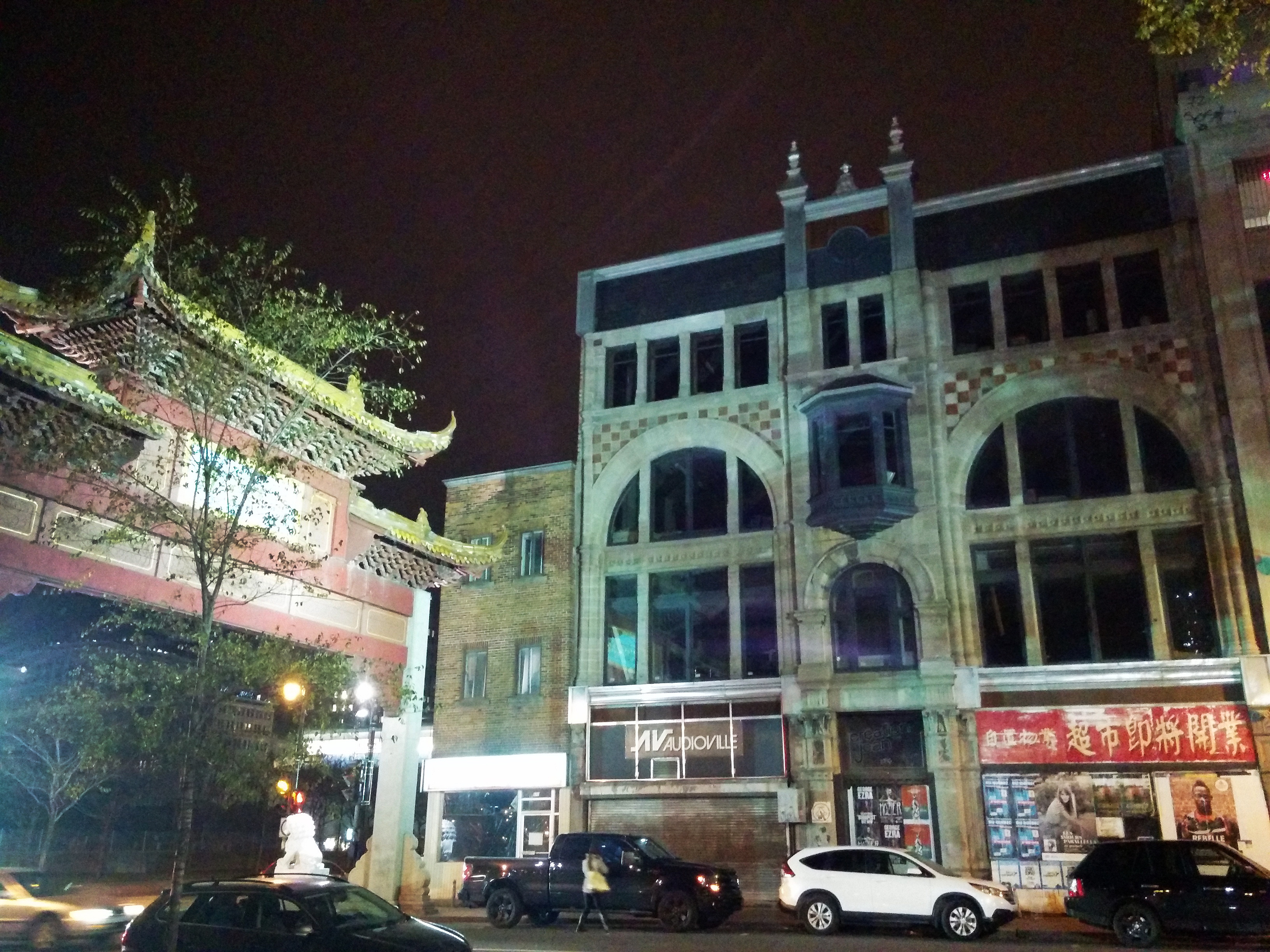
L'Édifice Robillard, vu en 2014, fut le premier cinéma au Canada. Il a brûlé en 2016.

Au sud du quartier chinois, l'édifice Robillard a été la première salle de cinéma au Canada. La première projection avait eu lieu le 27 juin 1896. Cet édifice est aujourd'hui détruit à la suite d'un incendie majeur survenu le 17 novembre 2016.
| - Maison Cuvillier-Ostel - Édifice La Presse - Monument-National - Carré Saint-Laurent | - Édifice Joseph-Arthur-Godin - Ex-Centris - Édifice Balfour - Baxter Block | - Édifice Cooper - Bain Schubert - Édifice Vineberg - Édifice de la City House Furnishing | - Édifice Robillard - Édifice de Banque d'Épargne - Espace Go - Ubisoft Montréal |